# Bilal Hassani

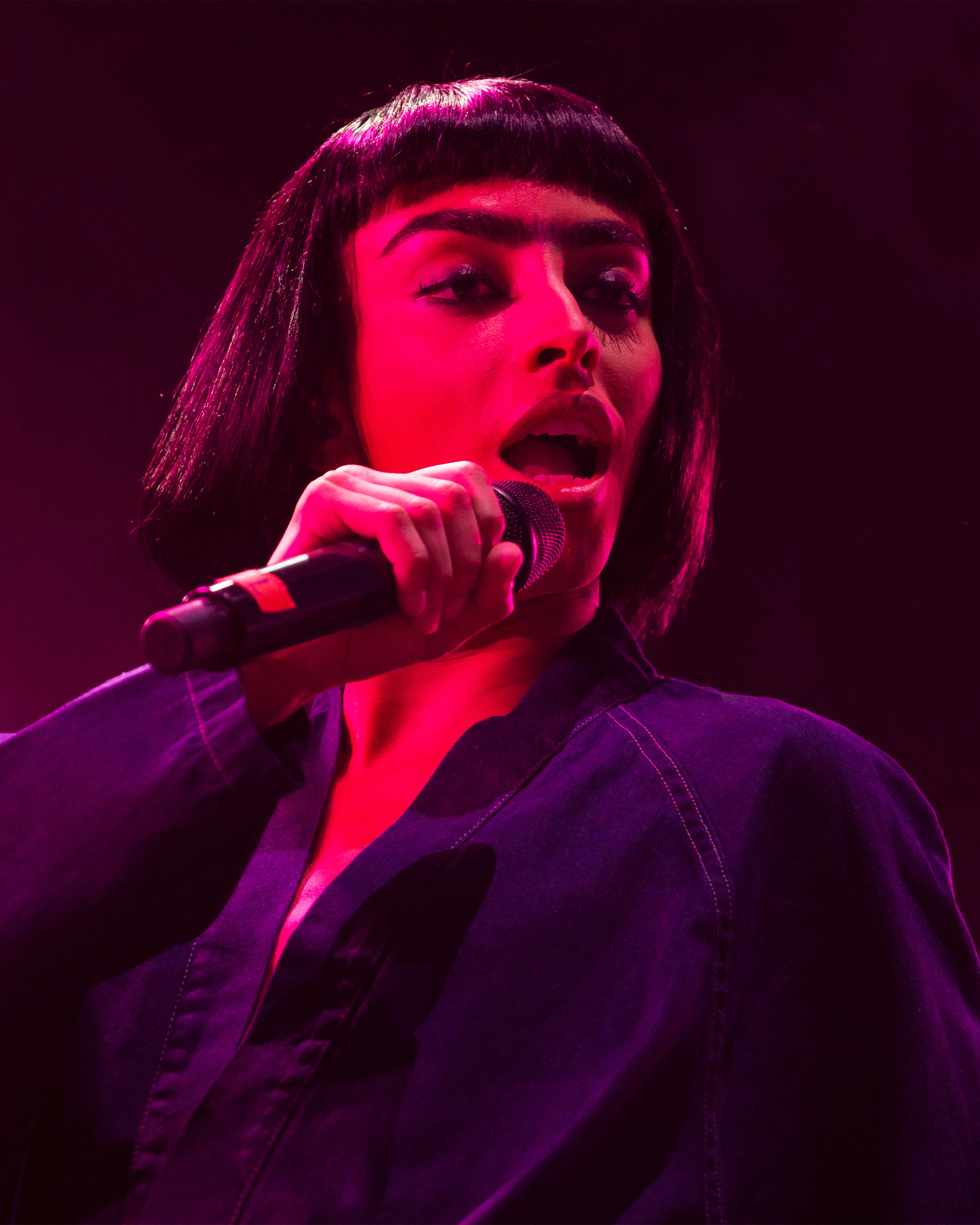
Bilal Hassani, 2023

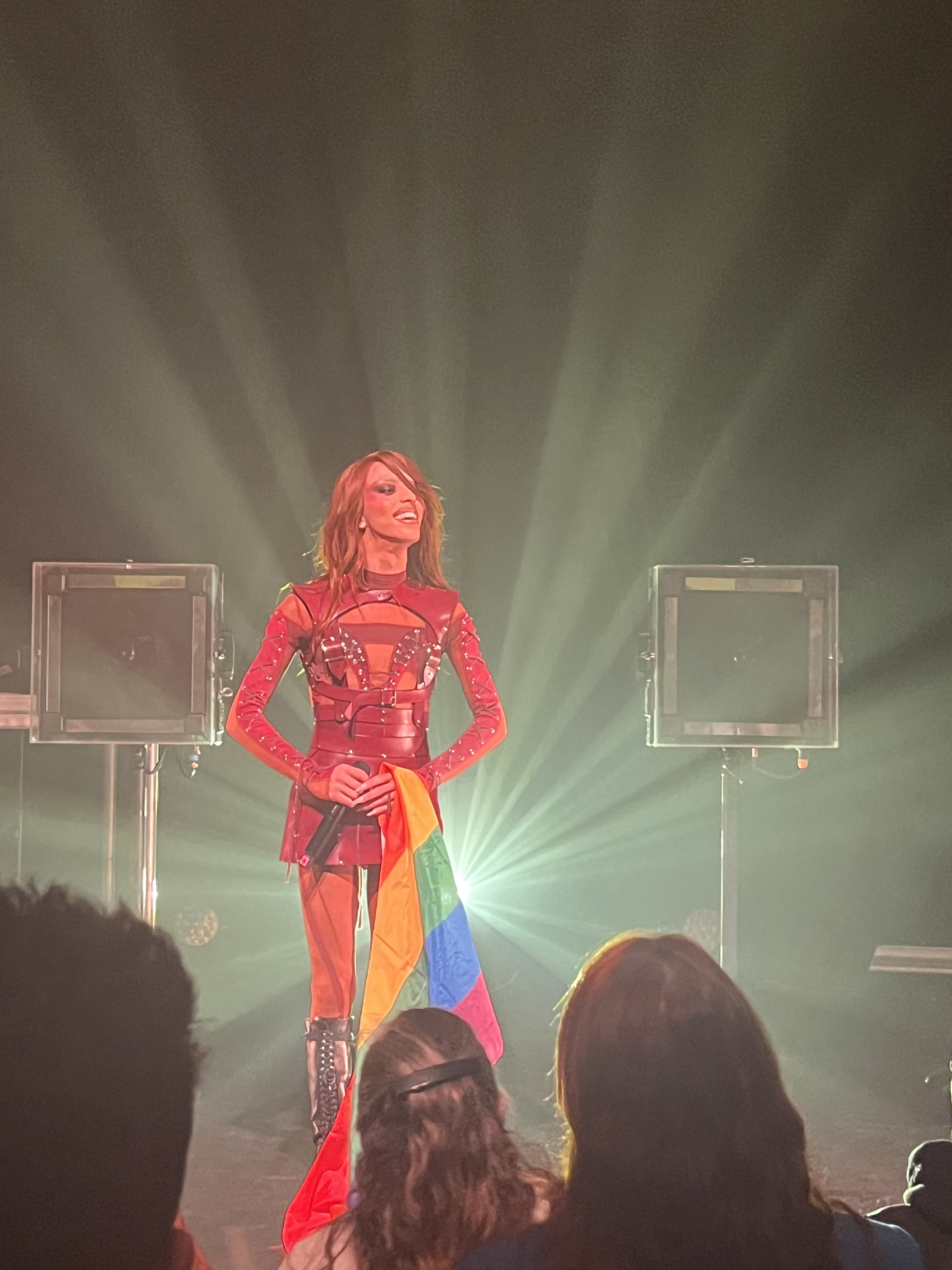
Bibal Hassani, 2023

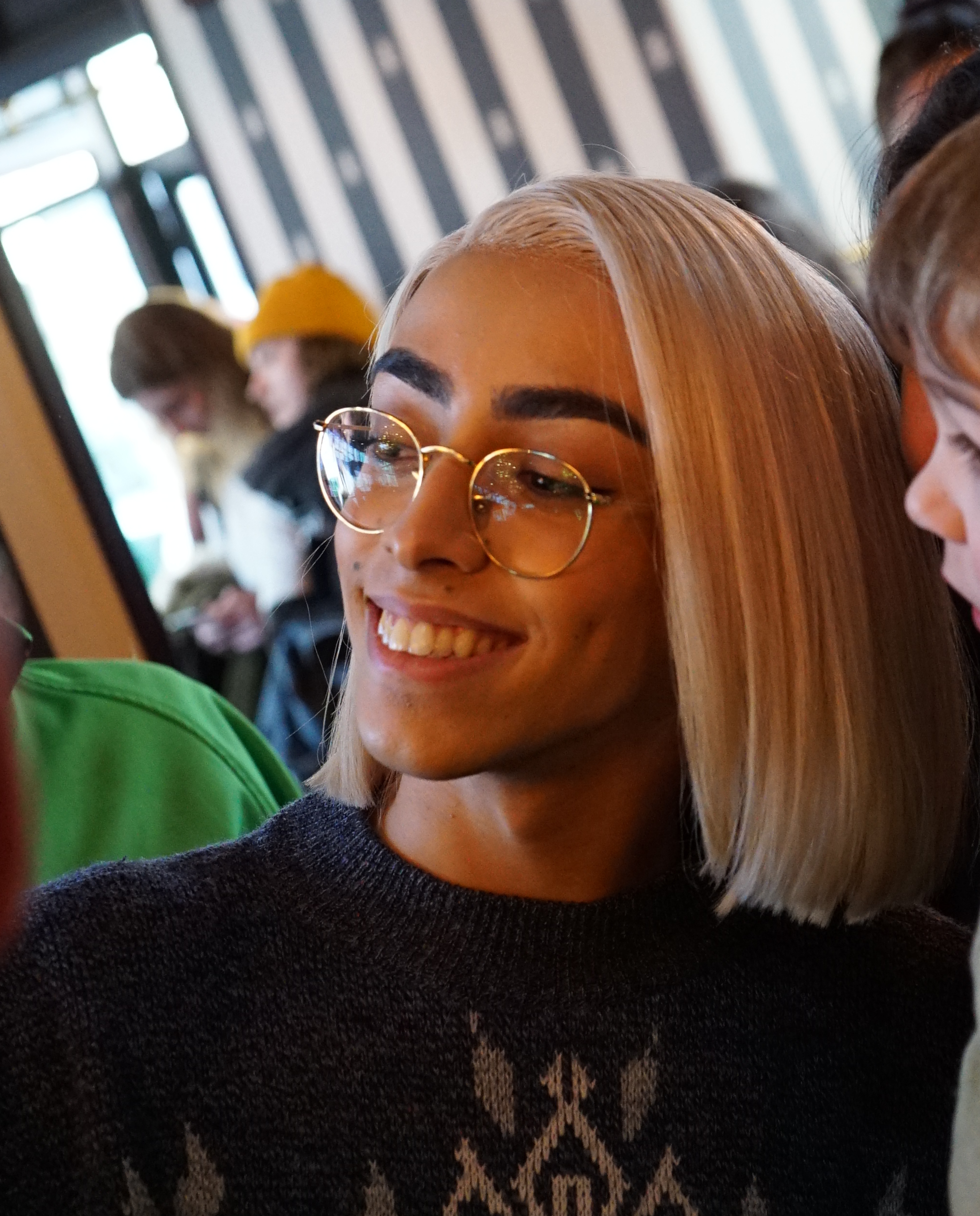
Bilal Hassani, 2019

Bilal Hassani (* 9. September 1999 in Paris) ist ein französischer Singer-Songwriter und Webvideoproduzent.

## Leben und Karriere
Hassani begann im Alter von fünf Jahren, vor seiner Familie zu singen, und nahm später Gesangunterricht. Er hat einen älteren Bruder namens Taha, geboren 1995. Sein Vater lebt in Singapur.
Im Jahr 2015 nahm Bilal Hassani auf Vorschlag seines Freundes Nemo Schiffman, Finalist der ersten Staffel, an der zweiten Staffel der französischen Castingshow The Voice Kids teil und präsentierte sich mit dem Lied Rise Like a Phoenix von Conchita Wurst, einem von ihm verehrten Sänger. Nachdem Hassani als genderfliud bezeichnete, erwähnte das Magazin Têtu Bilal Hassani in seiner Liste der 30 LGBT+ qui bougent la France („30 LGBT+, die Frankreich bewegen“). Das Magazin beschreibt ihn als „Ikone für die LGBT+-Jugend Frankreichs“.
2017 schloss er seine Schulausbildung mit dem Baccalauréat in der Fachrichtung Literatur und Philosophie (baccalauréat littéraire) ab.
Mit dem Lied Roi nahm er am französischen Vorentscheid zum Eurovision Song Contest 2019 teil und qualifizierte er sich als Erstplatzierter fürs Finale. Im Finale am 26. Januar 2019 landete er nach dem Juryvotum auf dem fünften, aber nach der Telefonabstimmung auf dem ersten Platz und vertrat somit Frankreich beim Eurovision Song Contest 2019 in Tel Aviv, bei dem er im Finale auf dem 16. Platz landete.
Nach dem Vorentscheid gab es aus dem eigenen Land Hassbotschaften und Morddrohungen gegen Hassani. Gründe dafür waren seine Homosexualität und seine marokkanischen Wurzeln. Er selbst bezeichnet sich als genderfluid.
Am 2. Oktober 2019 veröffentlichte er seine Biografie Singulier. Bilal hat außerdem einen Cameo-Auftritt im Netflix-Film Eurovision Song Contest: The Story of Fire Saga.
2021 nahm er an der elften Staffel von Danse avec les Stars teil und tanzte mit einem männlichen Partner. In der 12. Staffel war er Juror der Show.
Hassani war am Drehbuch zum 2024 veröffentlichten Film Drama Queens beteiligt.

## Diskografie

### Alben
- 2019: Kingdom
- 2019: Kingdom Réédition
- 2020: Contre soirée
- 2022: Théorème
- 2024: Glitter Sleaze Utopia

### Singles
- 2016: Wanna Be
- 2017: Follow Me
- 2017: House Down
- 2018: Shadows
- 2018: Heaven with You (mit Anton Wick)
- 2018: Hot City (mit Leon Markcus)
- 2018: Mash Up (Aya Nakamura – Copines × Angèle feat. Roméo Elvis – Tout oublier)
- 2019: Roi
- 2019: Jaloux
- 2019: Fais beleck
- 2019: Je danse encore
- 2020: Fais le vide
- 2020: Dead Bae
- 2020: Tom
- 2021: Baby
- 2022: Il ou elle
- 2022: Transfert Trottinette
- 2022: Tout est ok
- 2023: Marathon
- 2023: Iconic
- 2023: New Dimension